# アルクビージャス
アルクビージャス（Alcubillas）は、スペイン・カスティーリャ＝ラ・マンチャ州シウダー・レアル県のムニシピオ（基礎自治体）。

## 地理
アルクビージャスはハバロン川（Jabalón）の右岸、県都シウダー・レアルから82kmに位置する。西はバルデペーニャス、東はビジャヌエバ・デ・ロス・インファンテス、北はアランブラ、北西はサン・カルロス・デル・バジェ、南はトーレ･デ･フアン･アバッドとコサルの各自治体と隣接する。

### 人口
| アルクビージャスの人口推移 1900－2010                   |
|                                                         |
| 出典:INE（スペイン国立統計局）1900年 - 1991年、1996年 - |

## 歴史
1213年サンティアゴ騎士団の領するところとなる。1213年、同騎士団長ドン･ゴンサーロ・ルイス･ヒロンによって、アルクビージャスとコサルに特権が賦与される。1539年には、村（vila）になり、村自身の首長（アルカルデ）を頂くことになり、自立する。

## 政治
自治体首長はカスティーリャ＝ラ・マンチャ国民党（Partido Popular de Castilla-La Mancha、PPCLM）のアントーニオ・アマドール・ムーニョス（Antonio Amador Muñoz）で、自治体評議員は、カスティーリャ＝ラ・マンチャ国民党：4、カスティーリャ＝ラ・マンチャ社会党（Partido Socialista de Castilla-La Mancha、PSCM-PSOE）：3となっている（2011年5月22日の自治体選挙結果、得票順）
| 1999年6月13日自治体選挙 |        |        |          |
| 政党                    | 得票数 | 得票率 | 獲得議席 |
| PSCM-PSOE               | 224    | 47.06% | 4        |
| PPCLM                   | 133    | 27.94% | 2        |
| UCI                     | 110    | 23.11% | 1        |

| 2003年5月25日自治体選挙 |        |        |          |
| 政党                    | 得票数 | 得票率 | 獲得議席 |
| PSCM-PSOE               | 213    | 53.92% | 4        |
| PPCLM                   | 170    | 43.04% | 3        |

| 2007年5月27日自治体選挙 |        |        |          |
| 政党                    | 得票数 | 得票率 | 獲得議席 |
| FIA                     | 192    | 48.00% | 4        |
| PSCM-PSOE               | 107    | 26.75% | 2        |
| PPCLM                   | 95     | 23.75% | 1        |

| 2011年5月22日自治体選挙 |        |        |          |
| 政党                    | 得票数 | 得票率 | 獲得議席 |
| PPCLM                   | 221    | 55.81% | 4        |
| PSCM-PSOE               | 171    | 43.18% | 3        |

### 司法行政
アルクビージャスはビジャヌエバ・デ・ロス・インファンテス司法管轄区に属す。